# Örjan Gustafsson
Örjan Mikael Gustafsson, född 1968, är en svensk miljövetare (biogeokemist).
Gustafsson disputerade 1997 vid Massachusetts Institute of Technology i Boston. Han blev 2009 professor i biogeokemi vid Institutionen för tillämpad miljövetenskap, Stockholms universitet. Hans forskning har inriktats mot dels studier av frigjort kol från tinande Arktisk permafrost och dels studier av aerosoler i bruna moln över södra och östra Asien. 
Gustafsson var sommaren 2014 ansvarig för den första etappen av den svensk-rysk-amerikanska forskningsexpeditionen till Arktis med den svenska isbrytaren Oden, där bland annat klimatförändringar och hur Arktis bildades studerades.
Gustafsson invaldes 2014 som ledamot av Kungl. Vetenskapsakademien.